# Raszko Mładenow
Raszko Lubomirow Mładenow, bułg. Рашко Любомиров Младенов (ur. 8 lutego 1947 w Sofii) – bułgarski aktor filmowy i teatralny, kompozytor, w 2017 minister kultury.

## Życiorys
Syn aktora Lubomira Mładenowa. Podczas służby wojskowej w 1968 jego oddział brał udział w pacyfikacji praskiej wiosny. W 1966 ukończył szkołę muzyczną (w klasie fortepianu), a w 1972 studia aktorskie w instytucie teatralnym i filmowym WITIZ „Krystjo Sarafow”. Od 1972 do 1975 występował w teatrze dramatycznym w Ruse, następnie od 1975 w teatrze dramatycznym „Sofija”, a później także w Teatrze Narodowym im. Iwana Wazowa. Od lat 70. do 1990 grał w filmach i produkcjach telewizyjnych. Występował także w sztukach teatralnych, skomponował muzykę do kilkunastu spektakli, a także zajął się reżyserią. Kierował różnymi teatrami, m.in. od 1997 do 2006 przez trzy kadencje był dyrektorem teatru satyrycznego w Sofii, następnie do 2009 zatrudniony w bułgarskim centrum kulturalnym w Moskwie.
W styczniu objął urząd ministra kultury w technicznym rządzie Ognjana Gerdżikowa. Stanowisko to zajmował do maja 2017.

## Życie prywatne
Był żonaty z reżyser Margaritą Mładenową. Po rozwodzie ożenił się z Mileną Mładenową. Ma troje dzieci.